# Grammosolen dixonii
Grammosolen dixonii ist eine Pflanzenart aus der Gattung Grammosolen in der Familie der Nachtschattengewächse (Solanaceae). 

## Beschreibung
Grammosolen dixonii ist ein gräulicher, aufrechter, ausgedehnter oder ausgebreiteter Strauch mit einer Höhe von bis zu 2 m und einem Durchmesser von bis zu 5 m. Die Zweige sind wollig behaart. Die Laubblätter sind eiförmig-dreieckig bis nahezu herzförmig, aufsitzend oder mit einem bis zu 3 mm langen Blattstiel versehen. Sie werden 6 bis 20 mm lang und 4 bis 17 mm breit, sind dicht filzig behaart und besitzen einen ganzrandigen oder gewellten Blattrand.
Die Blütenstände bestehen aus einer bis drei Blüten, die gelegentlich beblätterte Ähren bilden. Die Blütenstiele sind bis zu 0,8 mm. Der Kelch ist etwa 3 mm lang und dicht filzig behaart. Die Krone ist 7 bis 13 mm lang, auf der Außenseite behaart und auf der Innenseite papillös. Die Kronlappen sind 3 bis 8 mm lang und 1,5 bis 4 mm breit. Die Staubblätter sind 2,5 bis 5 mm lang.
Die Frucht ist eine nahezu kugelförmige Kapsel, die 3,5 bis 4,5 mm lang wird. Sie enthält Samen von 2,5 bis 3,5 mm Länge.
Die Chromosomenzahl beträgt 2n = 112.

## Verbreitung und Standorte
Die Art ist in South Australia verbreitet und kommt dort in der Murray-Region, der nördlichen Yorke-Halbinsel und der nordöstlichen Eyre-Halbinsel vor. Sie wächst in tiefen, sandigen Böden, oftmals in gestörten Mallee-Spinifex-Vegetationen.